# Князьков, Андрей Валерьевич
Андрей Валерьевич Князьков (р. 4 марта 1962) — советский и российский актёр.

## Биография
Окончил ЛГИТМиК (курс Л. Головко) в 1986 году.
По окончании института в 1984 году два месяца работал по распределению в Смоленском областном театре кукол, где сыграл главную роль в спектакле «Слонёнок» по Р. Киплингу (режиссёр В. Михайлова). В 1984—1986 годах служил в армии.
В 1986—2003 годах — актёр ленинградского государственного Большого Театра Кукол. За это время сыграл более 80 ролей. Работал с такими режиссёрами, как О. Жюгжда, А. Белинский, В. Мартьянов. Л. Донскова, В. Кукушкин, В. Штейн.
В 1986—2007 годах принимал участие в постановках и цикловых передачах Ленинградского телевидения: «Большой фестиваль» (1986—1996, Тото), «Клуб знаменитых хулиганов» и «Забавная семейка» (1997—2007, Пёс Бублик) и более 50 ролей в различных телепостановках и сказках.
В 2003 году снял публицистическую передачу о народной артистке России Валерии Киселёвой. Снял два полнометражных четырёхсерийных телеспектакля: «Запомни, принцесса или Тайна бабушкиной шкатулки» (1994), «Тайна мерцающих огоньков» (1995), в которых выступил в качестве автора сценария (совместно с Кирой Черкасской), также являясь режиссёром-постановщиком и исполнителем всех мужских ролей в обоих спектаклях.
В общей сложности проработал на телевидении около 30 лет, до закрытия Детской редакции.
В 1999—2015 годах преподавал в Петербургской академии театрального искусства. Разработал индивидуальную методику обучения студентов, которую описал в статье «В ритме пластики рук», изданной в методическом сборнике факультета театра кукол «Пластика рук — основа актёрского искусства кукольника» (2012). Автор статьи «Артист, уважай свой голос» (2017 г.).
За время преподавания в СПбГАТИ поставил спектакли:
- «Игра в 44 руки» (1999)
- «Детский сад № 13» (2000)
- «Потехе — час» (2004)
- «Эврибоди на природе» (2014)

С 2013 года принимает участие в постановках С-Петербургского драматического театра «Ковчег» (руководитель Людмила Мнонона-Петрович).
Спектакли, поставленные А. Князьковым в городах России:
- Вологда (театр кукол «Теремок»): «Мишук» по сказке В. Белова, пьеса А. Князькова (2008), «Сказка о Золотой рыбка» по сказке А. Пушкина (2008), «Три поросёнка», пьеса А. Князькова (2019)
- Саров (драматический театр): «Принцесса-трещотка» по сказкам Ц.Топелиуса, пьеса А. Князькова и К. Черкасской (2013)
- Улан-Удэ (теар кукол «Ульгэр»): «Дюймовочка» по сказке Х. К. Андерсена, пьеса А. Князькова (2018)
- Иваново (театр кукол): «Королевский подарок» по сказке Ч. Диккенса, Пьеса А. Князькова (2019), «Крыса тебе под мышку или Наука побеждать» (авторская композиция, 2020)

Вологда (театр кукол «Теремок»): «Три поросёнка» по сказке С.Михалкова. Авторская версия. (2019)
Озёрск (Театр кукол «Золотой Петушок»)"Дюймовочка" по сказке Х. К. Андерсена, пьеса А. Князькова (2021)
Санкт-Петербург:
- Театр «Опера кукол» — Эксцентрическая опера в куклах «Граф Нулин» (2003)
- Большой театр кукол — «Зимние приключения трёх поросят» — пьеса К. Черкасской и А. Князькова (2005), «Сказка для непослушных медвежат» по сказке В. Белова, пьеса А. Князькова (2008)
- Антрепризный драматический моноспектакль — «Глазами клоуна» по Г. Бёллю (2010)
- Театр «Хэнд мэйд» «Потехе — Час» — пластическое представление в жанре пластики рук (2007 первая редакция) «Русалочка» — пластический спектакль по сказке Х. К. Андерсена (2010), «Вива, Италия» — пластический спектакль-обозрение (2011), «Смихалковки» — спектакль по стихам С. Михалкова (2013)
- Театр «Ковчег» — антрепризный драматический моноспектакль «Крыса тебе под мышку или Наука побеждать» — авторская композиция (2018)

Старший преподаватель С-Петербургской государственной академии театрального искусства, факультет театра кукол (2000), доцент С-Петербургской академии театрального искусства, факультета театра кукол (2002)
Художественный руководитель и создатель двух театральных коллективов: «Чемодан-дуэт» КВАМ (2000), театра пластики рук «Хэнд мэйд» (2007).
С 2013 года актёр и режиссёр С-Петербургского драматического театра «Ковчег». Педагог в Высшей школе режиссёров и сценаристов в Санкт-Петербурге.

## Призы и награды
- 1996 — номинация «лучшая мужская роль в театре кукол» — роль лисёнка Лабана в спектакле Большого театра кукол «Лисёнок, который не хотел быть хитрым». Режиссёр А. Полухина.
- 2002 — заслуженный артист России. Заслуженный деятель искусств республики Бурятия. Трёхкратный лауреат Высшей театральной премии Санкт-Петербурга «Золотой Софит».
- 2008 — номинация «лучшая роль в театре кукол» — роль Медвежонка в спектакле Большого театра кукол «Сказка для непослушных медвежат», режиссёр А. Князьков.
- 2013 — номинация «лучшая работа режиссёра в театре кукол» — спектакль «Смихалковки» в С-Петербургском театре пластики рук «Хэнд мэйд».
- 2011 — лауреат независимой актёрской премии им. В. И. Стржельчика.
- 2012 — лауреат государственной молодёжной премии города Вологды.